# Chrysophyllum analalavense
Chrysophyllum analalavense – gatunek drzew należących do rodziny sączyńcowatych. Jest endemitem północnej części Madagaskaru.